# EPMD
EPMD ist ein US-amerikanisches Hip-Hop-Duo aus Long Island, New York. Es besteht aus Erick Sermon (* 25. November 1968) und Parrish Smith (* 13. Mai 1968). Die gebräuchlichste Deutung des Akronyms ist „Erick and Parrish Making Dollars“, teilweise wird das Kürzel aber auch als „Erick and Parrish Millennium Ducats“ oder „Erick and Parrish Microphone Doctors“ interpretiert.

## Geschichte
Beide Mitglieder wuchsen in Brentwood auf Long Island auf. Dennoch begannen sie ihre Musikkarriere unabhängig voneinander. Erste Erfolge hatten sie allerdings erst, nachdem sie 1987 EPMD gründeten. Das erste gemeinsame Werk wurde die Single It’s My Thing, die in drei Stunden aufgenommen wurde. Sie wurde später an Chrysalis Records lizenziert, was zu einer Platzierung in den britischen Musikcharts führte. Darüber hinaus brachte sie dem Duo einen Plattenvertrag mit Fresh Records ein, worüber sie ihre ersten beiden Alben Strictly Business (1988) und Unfinished Business (1989) veröffentlichten, die von Priority Records vertrieben wurden. Beide Langspieler wurden für Verkäufe von jeweils mehr als 500.000 Exemplaren in den USA mit der goldenen Schallplatte der RIAA ausgezeichnet.
Anschließend wechselte die Gruppe zu Def Jam Recordings. Dort folgten 1990 und 1992 mit Business as Usual und Business Never Personal zwei weitere Alben, die ebenfalls jeweils Gold erhielten, genau wie die Singleauskopplung Crossover, die damit das erfolgreichste Lied des Duos wurde. Gleichzeitig waren sie Anführer des Hip-Hop-Kollektivs The Hit Squad, in dem unter anderem die Karrieren von Redman und Das EFX begannen.
Allerdings trennte sich das Duo Ende des Jahres 1992 und beide Mitglieder starteten Solokarrieren. 1997 folgte die Wiedervereinigung mit dem Album Back in Business, das erneut Goldstatus erlangte. 1999 trennte sich das Duo mit Veröffentlichung des Werks Out of Business erneut. Es wurde der erste Langspieler der Gruppe, der keine Auszeichnung der RIAA erhielt.
Nachdem sich in der Folge Sermon und Smith wieder hauptsächlich um ihre Sololaufbahnen gekümmert hatten, schlossen sie sich 2006 abermals zusammen und nahmen das siebte Studioalbum We Mean Business auf, das 2008 erschien. Erstmals konnten sie damit keine Charts erreichen.
Daraufhin traten beide regelmäßig gemeinsam auf, neue Musik wurde jedoch nicht mehr auf den Markt gebracht.

## Stil und Rezeption
Die Texte von EPMD bestehen hauptsächlich aus Battle-Rap und Erzählungen über Sex, was die Gruppe zu Vertretern des Hardcore-Rap machte. Diese einfache Themenauswahl wurde jedoch in komplexen Reimstrukturen verarbeitet.
Vorgetragen wurden die Reime in einem langsamen, monotonen Flow, der sich insbesondere dadurch auszeichnete, dass sich die Tonhöhe während der Verse kaum änderte. Entwickelt wurde dieser Stil um Erick Sermons Lispeln auszugleichen.
Die dazugehörige musikalische Untermalung war, vor allem auf den ersten beiden Alben, geprägt von zahlreichen Samples, die aus den Genres Adult Orientated Rock, Soul und Funk entnommen wurden. Anschließend wurde die Verwendung von Samples etwas zurück gefahren und mehr eigene Elemente produziert.
EPMD gilt als eines der einflussreichsten Duos der Hip-Hop-Geschichte, das dazu beitrug das sogenannte Golden Age of Hip-Hop einzuläuten. Wegen der häufigen Verwendung von Funk-Samples und der expliziten Texte gelten sie außerdem als Wegbereiter des Gangsta-Rap, insbesondere des G-Funk.

## Diskografie

### Alben
| Jahr | Titel                   | Höchstplatzierung, Gesamtwochen, AuszeichnungChartplatzierungen (Jahr, Titel, Platzierungen, Wochen, Auszeichnungen, Anmerkungen) | Höchstplatzierung, Gesamtwochen, AuszeichnungChartplatzierungen (Jahr, Titel, Platzierungen, Wochen, Auszeichnungen, Anmerkungen) | Anmerkungen         |
| Jahr | Titel                   | UK | US | Anmerkungen         |
| ---- | ----------------------- | --- | --- | ------------------- |
| 1988 | Strictly Business       | — | US80 Gold · (24 Wo.)US | Verkäufe: + 500.000 |
| 1989 | Unfinished Business     | — | US53 Gold · (14 Wo.)US | Verkäufe: + 500.000 |
| 1990 | Business as Usual       | UK69 (1 Wo.)UK | US36 Gold · (21 Wo.)US | Verkäufe: + 500.000 |
| 1992 | Business Never Personal | — | US14 Gold · (18 Wo.)US | Verkäufe: + 500.000 |
| 1997 | Back in Business        | UK100 (1 Wo.)UK | US16 Gold · (11 Wo.)US | Verkäufe: + 500.000 |
| 1999 | Out of Business         | — | US13 (8 Wo.)US |                     |
| 2008 | We Mean Business        | — | — |                     |

### Kompilationen
- 1999: Greatest Hits
- 2009: Original Business
- 2014: Icon

### Singles
| Jahr | Titel Album                        | Höchstplatzierung, Gesamtwochen, AuszeichnungChartplatzierungen (Jahr, Titel, Album, Platzierungen, Wochen, Auszeichnungen, Anmerkungen) | Höchstplatzierung, Gesamtwochen, AuszeichnungChartplatzierungen (Jahr, Titel, Album, Platzierungen, Wochen, Auszeichnungen, Anmerkungen) | Höchstplatzierung, Gesamtwochen, AuszeichnungChartplatzierungen (Jahr, Titel, Album, Platzierungen, Wochen, Auszeichnungen, Anmerkungen) | Anmerkungen         |
| Jahr | Titel Album                        | DE | UK | US | Anmerkungen         |
| ---- | ---------------------------------- | --- | --- | --- | ------------------- |
| 1987 | It’s My Thing Strictly Business    | — | UK97 (1 Wo.)UK | — |                     |
| 1988 | Strictly Business                  | — | UK90 (2 Wo.)UK | — |                     |
| 1989 | I’m Housin’ Strictly Business      | — | UK89 (1 Wo.)UK | — |                     |
| 1992 | Crossover Business Never Personal  | — | — | US42 Gold · (20 Wo.)US | Verkäufe: + 500.000 |
| 1997 | The Joint Back in Business         | — | — | US94 (3 Wo.)US |                     |
| 1998 | Strictly Business Blade-Soundtrack | DE85 (5 Wo.)DE | UK43 (2 Wo.)UK | — | Mantronik vs. EPMD  |